# Franco Cardini
Franco Cardini (ur. 5 sierpnia 1940) – włoski historyk, mediewista, publicysta i powieściopisarz.

## Życiorys
W latach 1985–89 był profesorem historii średniowiecznej uniwersytetu w Bari. Od 1989 wykłada we Florencji. Zajmuje się historią wieków średnich. Przewodniczący Międzynarodowego Stowarzyszenia Kulturalnego „Tożsamość Europejska”. W 2004 roku był kandydatem na urząd burmistrza Florencji.

## Wybrane publikacje
- 1971
  - Le crociate tra il mito e la storia, Roma, Nova Civitas.
- 1972
  - Il movimento crociato, Firenze, Sansoni, 1972, pp. 123.
- 1979
  - Magia, stregoneria, superstizioni nell'Occidente medievale, Firenze, La Nuova Italia, 1979
- 1981
  - Alle radici della cavalleria medievale, Firenze, La Nuova Italia, ristampato 1987; nuova edizione 2004, Sansoni-Rizzoli, 2004.
- 1982
  - Quell'antica festa crudele. Guerra e cultura della guerra dall'età feudale alla grande rivoluzione, Firenze, Sansoni, nuova edizione 1987, Il Saggiatore, 1987, ristampato nel 1988.
- 1983
  - I giorni del sacro. Il libro delle feste, Milano, Editoriale Nuova.
  - con S. Raveggi Palazzi pubblici di Toscana. I centri minori, Firenze, Sansoni
- 1985
  - Il Barbarossa. Vita, trionfi e illusioni di Federico I imperatore, Milano, Mondadori
  - Le corti italiane del Rinascimento, (con S. Bertelli, E. Garbero Zorzi), Milano, Mondadori.
- 1986
  - Toscana, Firenze, Scala
- 1987
  - Minima mediaevalia, Firenze, Arnaud.
  - Testimone a Coblenza, Milano, Camunia.
  - Gerusalemme, la Terrasanta e l'Europa, Firenze, Giunti.
- 1989
  - Dal Medioevo alla medievistica, Genova, E.C.I.G.
  - Alta Val d'Elsa: una Toscana minore?, Firenze, Ass. Intercomunale Alta Val d'Elsa.
  - "De finibus Tusciae". Il Medioevo in Toscana, Firenze, Arnaud
  - Francesco d'Assisi, Milano, Mondadori
  - Europa 1492, Milano, Rizzoli.
- 1990
  - Breve storia di Firenze, Pisa, Pacini.
  - Il Barbarossa. Vita, trionfi, illusioni di Federico I imperatore, Milano, Mondadori Oscar,  nuova edizione 1992
  - Francesco d'Assisi. Il cantico delle creature, testo di F. C., immagini di F. Roiter
  - La festa di san Giovanni e le acque in Italia, Padova, Circolo culturale E. Jünger.
- 1991
  - Francesco d'Assisi, Milano, Mondadori Oscar
  - I re magi di Benozzo a Palazzo Medici, Firenze, Arnaud
  - con G. Bertolini, Nel nome di Dio facemmo vela. Viaggio in Oriente di un pellegrino medievale, Roma-Bari, Laterza
  - con M. T. Beonio Brocchieri Fumagalli, Antiche università d'Europa, Milano, Giorgio Mondadori
  - Gerusalemme d'oro, di rame, di luce. Pellegrini, crociati, sognatori d'Oriente fra XI e XV sec., Milano, Il Saggiatore
  - La cavalcata d'Oriente, Roma, Tomo
- 1992
  - I poveri cavalieri del Cristo. Bernardo di Clairvaux e la fondazione dell'Ordine templare, Rimini, Il Cerchio
  - Finestra a Levante. Pellegrinaggi e testimonianze di uno studioso italiano nel Vicino Oriente, Rimini, Guaraldi
  - La vera storia della Lega Lombarda, Milano, Mondadori Oscar
- 1993
  - La stella e i re. Mito e storia dei magi, Firenze, Edifir
  - Dois ensaios sobre o espìrito da Europa, Sao Paulo, Companhia Illimitada
  - Livorno. Venezia in Toscana, Firenze, Giunti
  - Forces of faith in The roots of western civilisation, A Grolier Multicultural Resource, HD Communications Consultants, Hilversum, Paesi Bassi
  - "Super flumina Babilonis". Antologia delle nostre più lontane radici culturali, Rimini, Guaraldi
  - Studi sulla storia e sull'idea di crociata, Roma, Jouvence
  - Le mura di Firenze inargentate, Palermo, Sellerio
- 1994
  - I colori dell'avventura. Le crociate e il regno "franco" di Gerusalemme, Rimini, Meeting
  - Le occasioni e la storia. Studi per Ferrara, Ferrara, Interbooks
  - Per una storia a tavola, Firenze, Loggia de' Lanzi
  - Noi e l'Islam, Roma-Bari, Laterza
  - Il limbo della modernità, Rimini, Guaraldi
  - Storie fiorentine, Firenze, Loggia de' Lanzi
- 1995
  - L'invenzione dell'Occidente, Chieti, Solfanelli
  - Firenze. La città delle torri, dalle origini al 1333, Milano, Fenice 2000
  - Il cavallo impazzito. Una stagione di polemiche alla RAI, (con. G. Riccio), Firenze, Giunti
  - Demoni e meraviglie. Magia e stregoneria nella società medievale, Bitonto, Edizioni Raffaello
  - Il cerchio sacro dell'anno. Il libro delle Feste, Rimini, Il Cerchio
  - Scheletri nell'armadio.  Vecchie e nuove prove di terrorismo intellettuale, Firenze, Akropolis/La roccia di Erec
  - Gli ebrei. Popolo eletto e perseguitato, Firenze, Bulgarini
  - Europa anno Mille. Le radici dell'Occidente, Milano, Fenice 2000
  - Alla corte dei papi. Vita, arte e cultura ai giorni nostri, Milano, Mondadori
  - Viaggiar per mare nel Medioevo, nel catalogo della mostra a cura di Giordano Berti, Mari delle meraviglie... storia del viaggio marittimo in Occidente, Comacchio, 1995
- 1996
  - Il pellegrinaggio. una dimensione della vita medievale, Manziana, Vecchiarelli
  - Le stalle di Clio. Mestiere di storico, divulgazione e giornalismo, Firenze, Arnaud.
  - Il giardino d'inverno, Firenze, Camunia.
  - L'avventura dell'Islam, Firenze, Bulgarini
  - Cultura e società nella Toscana medievale. Firenze e Prato, Firenze, Loggia de' Lanzi
- 1997
  - Il Santo Graal, Firenze, Giunti, 1997, pp. 63.
  - Le radici cristiane dell'Europa. Mito, storia, prospettive, Rimini, Il Cerchio
  - L'avventura di un povero crociato, Milano, Mondadori, nuova edizione 1998.
  - l'acciar de' cavalieri. Studi sulla cavalleria nel mondo toscano e italico (secc. XII-XV), Firenze, Le Lettere
  -  La città di Gerusalemme. Un profilo storico, in F. Cardini - N. Bux, L'anno prossimo a Gerusalemme, Cinisello Balsamo, San Paolo
- 1998
  - in collaborazione con Massimo Introvigne e Marina Montesano Il Santo Graal, Firenze, Giunti,
  - Giovanna d'Arco, Firenze, Giunti
  - Giovanna d'Arco. La vergine guerriera, Milano, Mondadori.
  - 76. Carlomagno. Un padre della patria europea, Milano, Rusconi
  - Firenze 1973-1998. Frammenti di cronaca fiorentina alla vigilia del Duemila, Firenze, Fiorentinagas
  - Giovanni dalle Bande Nere, Forlì, Assessorato alla Cultura
- 1999
  - con D. Del Nero, La crociata dei fanciulli, Firenze, Giunti
  - Il Medioevo in Europa, Firenze, Giunti
  - Le crociate. La storia oltre il mito, Novara - Milano, De Agostini - Rizzoli
  - L'Inquisizione, Firenze, Giunti
  - con T. Buongiorno Il feroce Saladino e Riccardo Cuordileone'', Roma-Napoli, Laterza,  pp. VII-174.
  - La nascita dei templari. San Bernardo di Chiaravalle e la cavalleria mistica, Rimini, Il Cerchio,  Rimini
  - Europa e Islam. Storia di un malinteso, Roma-Bari, Laterza.
  - Le crociate, Firenze, Giunti
  - con Anna Benvenuti Atlante storico dei pellegrinaggi, Milano
  - Giovanna d'Arco, Milano, De Agostini-Rizzoli, 1999, pp. 95 (Medioevo-Dossier, a.2, n.3).
  - Il Saladino. Una storia di crociati e saraceni, Casale Monferrato, Piemme
- 2000
  - Castel del Monte, Bologna, Il Mulino, 2000, pp. 137.
  - Federico Barbarossa. Il sogno dell'impero, Milano, De Agostini-Rizzoli, (Medioevo-Dossier, a.3, n.1).
  - I segreti del Tempio, Firenze, Giunti,  2000, pp. 63.
  - Radici della stregoneria. Dalla protostoria alla cristianizzazione dell'Europa, Rimini, Il Cerchio
  - La croce, la spada, l'avventura. Introduzione alla crociata, Rimini, Il Cerchio
  - San Galgano e la spada nella roccia, n.ed., Siena, Cantagalli
  - Gli Ordini cavallereschi, Milano, De Agostini-Rizzoli,(Medioevo-Dossier, a.3, n.3).
  - I Re Magi. Storia e leggende, Venezia, Marsilio
  - con Simonetta Della Seta Il guardiano del Santo Sepolcro, Milano, Mondadori
  - Fratelli in Abramo. Breve storia parallela dell'ebraismo e dell'Islam, Rimini, Il Cerchio
  - con Michele Piccirillo e Renata Salvarani, Verso Gerusalemme, Gorle (Bergamo), Velar
  - Sole, sangue, fuoco. Note per una storia del vino come simbolo, nel catalogo della mostra La vite e il vino. Giochi di carta e carte da gioco, a cura di Giordano Berti, Torgiano, Fondazione Lungarotti
- 2001
  - Il ritmo della storia, Milano, Rizzoli.
  - L'intellettuale disorganico, Torino, Aragno
  - L'apogeo del Medioevo. I secoli XII-XIII,  Rimini, Il Cerchio
  - in collaborazione con Gad Lerner, Martiri e assassini, Milano, Rizzoli
  - I re Magi di Benozzo a Palazzo Medici, Firenze, Mandragora
  - In Terrasanta. Pellegrini italiani tra Medioevo e prima età moderna,  Bologna, Il Mulino
  - L'Inquisizione, Santa, Romana e Universale, in collaborazione con Giordano Berti, catalogo della mostra tenuta al Castello delle Rocche di Finale Emilia (Modena)
- 2002
  - I cantori della guerra giusta, Rimini, Il Cerchio, 2002, pp. 231.
  - con Massimo Miglio Nostalgia del Paradiso. Il giardino medievale, Roma-Bari, Laterza,  pp. VII-191.
  - La Toscana. I borghi e i vini,  Firenze, le Lettere
  - Atlante storico del cristianesimo, Milano, San Paolo
- 2003
  - Toscana, Firenze, Scala
  - Per essere Franco. Le rabbie di uno che non sta bene a nessuno, Rimini, Guaraldi
  - Le crociate in Terrasanta nel Medioevo, Rimini, Il Cerchio
  - Storia illustrata di Prato, Pisa, Pacini
- 2004
  - con Leonardo Gori, Lo specchio nero, Milano, Hobby and Work
  - Breve storia di Prato, Pisa, Pacini
  - L'invenzione dell'Occidente, n.ed.,  Rimini, Il Cerchio
- 2005
  - con Marina Montesano La lunga storia dell'Inquisizione. Luci e ombre della "leggenda nera", Roma, Città Nuova
  - La globalizzazione. Tra nuovo ordine e caos, Rimini, Il Cerchio
- 2006
  - con Sergio Valzania Le radici perdute dell'Europa. Da Carlo V ai conflitti mondiali, Milano, Mondadori
  - Io e Te. Il cristiano e il saraceno, Fermo, Andrea Livi Editore
  - con Leonardo Gori Il fiore d'oro, Milano, Hobby & Work
  - La fatica della libertà. Saggi degli anni difficili, Fazi
  - con Marina Montesano, Storia medievale, Firenze, Le Monnier Università
- 2007
  - Tamerlano. Il principe delle steppe De Agostini Periodici
  - Il signore della paura, romanzo, Mondadori
  - Le cento novelle contro la morte. Giovanni Boccaccio e la rifondazione cavalleresca del mondo, Roma, Salerno Editrice
  - La tradizione templare. Miti Segreti Misteri, Firenze, Vallecchi
  - San Michele l'arcangelo armato, Fasano, Schena Editore
- 2009
  - Testimone del tempo. Ritorno a Coblenza, Rimini, Il Cerchio
- 2010
  - 7 dicembre 374. Ambrogio vescovo di Milano, in I giorni di Milano, Roma-Bari, Editori Laterza, pp. 21–40.
- 2011
  - Cristiani perseguitati e persecutori, Roma, Salerno Editrice, ISBN 978-88-8402-716-0
  - Il turco a Vienna, Roma, Laterza, I Robinson. Letture
- 2012
  - Gerusalemme. Una storia, Bologna, Il Mulino, Intersezioni
- 2013
  - Arianna infida. Bugie del nostro tempo, Milano, Medusa Edizioni
- 2014
  - Incontri (e scontri) mediterranei. Il Mediterraneo come spazio di contatto tra culture e religioni diverse, Roma, Salerno Editrice
  - Il grande blu. Il Mediterraneo, mare di tesori. Avventure, sogni, commerci, battaglie, Roma, Salerno Editrice
  - L'appetito dell'imperatore. Storie e sapori segreti della Storia, Milano, Mondadori
  - Istanbul. Seduttrice, conquistatrice, sovrana, Bologna, Il Mulino, Intersezioni
- 2015
  - La Sindone di Torino oltre il pregiudizio. La storia, la reliquia, l'enigma, Milano, Medusa Edizioni
  - L'ipocrisia dell'Occidente. Il Califfo, il terrore e la storia, Roma-Bari, Laterza
  - Arte gradita agli dèi immortali. La magia tra mondo antico e rinascimento, Torino, Yume

## Publikacje w języku polskim
- Wojownik i rycerz [w:] Człowiek średniowiecza, pod red. J. Le Goffa, przeł. M.  Radożycka-Paoletti, Warszawa 1996, s. 97-143.
- Ilustrowany atlas chrześcijaństwa dla młodzieży, tł. Krzysztof Łapiński, Częstochowa: Edycja Świętego Pawła 2002.
- Od "Deus lo vult" krzyżowców do "mea culpa" Jana Pawła II: rozmowa z Frankiem Cardinim [w:] Gad Lerner, Krucjaty: tysiąc lat nienawiści, przekł. Barbara Rzepka, Kraków: WAM 2003.
- Toskania: pejzaż, historia, sztuka, tł. Bożena Mierzejewska, Warszawa: "Arkady" 2004.
- Europa a islam: historia nieporozumienia, przekł. Bogumiła Bielańska, Kraków: Wydawnictwo Uniwersytetu Jagiellońskiego 2006.
- (współautor: Marina Montesano), Historia Inkwizycji, przekł. Ewa Łukaszyk, Kraków: Wydawnictwo WAM 2008.